# لخبة بابويانية
الللَخَبَة البابويانية (الاسم العلمي:Livistona papuana) هي نوع من النباتات تتبع جنس اللخب من الفصيلة الفوفلية.